# 黑头闪羽蜂鸟
，是雨燕目蜂鸟科的一种鸟类。
黑头闪羽蜂鸟体重约5.5克，翼长约67.8毫米，嘴峰长约22毫米，喙宽度约2.6毫米，喙厚度约2.4毫米，跗蹠长约7.7毫米，尾长约41.4毫米。黑头闪羽蜂鸟在其分布区内为留鸟，其栖息在半开放的灌木丛中，食性为草食性，主要食物来源是植物的花蜜。
黑头闪羽蜂鸟分布于玻利维亚西部安第斯山脉地区拉巴斯省和科恰班巴省。该物种是单型物种，没有亚种分化。